# Chalcosoma
Chalcosoma je rod nosorožnih buba jugoistočne Azije. Poznate su kao troroge bube zbog svog trozuba poput roga. One su endemične za jugoistočnu Aziju.

## Vrste
Biolib navodi četiri vrste:
- Chalcosoma atlas
- Chalcosoma chiron (uklj. sinonime Chalcosoma caucasus i Chalcosoma janssensi)
- Chalcosoma moellenkampi
- Chalcosoma engganensis

## Spoljašnje veze
- Mediji vezani za članak Chalcosoma na Vikimedijinoj ostavi